# سان کن راک
سان کِن راک (ژاپنی: サンケンロック هپبورن: Sanken Rokku) یک مجموعه مانگا ژاپنی است که توسط بوایچی نوشته و مصورسازی شده‌است. این مجموعه توسط انتشارات شونن گاهوشا از آوریل ۲۰۰۶ تا فوریه ۲۰۱۶ در مجلهٔ سینن مانگای یانگ کینگ به چاپ می‌رسید و فصل‌های آن در بیست و پنج جلد تانکوبون جمع‌آوری شده‌است. داستان مجموعه دربارهٔ یک بزهکار دبیرستانی به نام کِن است که توسط یومین، دختری که دوستش داشت ترد شده بود و بلافاصله ژاپن را برای تبدیل شدن به یک افسر پلیس در کره ترک کرد. کن در حسرت دیدن دختری که عاشقش بود، دبیرستان را رها کرد تا به کره سفر کند و همانند یومین تبدیل به یک افسر پلیس شود. اگرچه کن موفق شد به کره سفر کند، اما متوجه شد قادر نیست تا به یک افسر پلیس تبدیل شود و در عوض به یک فرد زمین گیر فقیر و بدون شغل بدل شد. پس از نجات یک پیرمرد از دست اعضای یک باند گانگستری، کن برای پیوستن به یک گروه خلافکار محلی زیر نظر تائه سو-پارک دعوت شد که در نهایت او را تبدیل به رئیس جدید نمود.